# Bard College
Bard College es una universidad privada de artes liberales en Annandale-on-Hudson, Nueva York.  El campus yace en la ribera del río Hudson y las montañas Catskill, y se encuentra dentro del Distrito Histórico del Río Hudson, un Monumento Histórico Nacional de los Estados Unidos.
Fundada en 1860, la institución consta de una facultad de artes liberales y un conservatorio, así como de ocho programas de posgrado que ofrecen más de 20 títulos de posgrado en artes y ciencias. La universidad tiene una red de más de 35 programas, institutos y centros afiliados, que abarcan doce ciudades, cinco estados, siete países y cuatro continentes.  A principios del s. xxi, era respaldada por George Soros.

## Historia

### Orígenes y primeros años

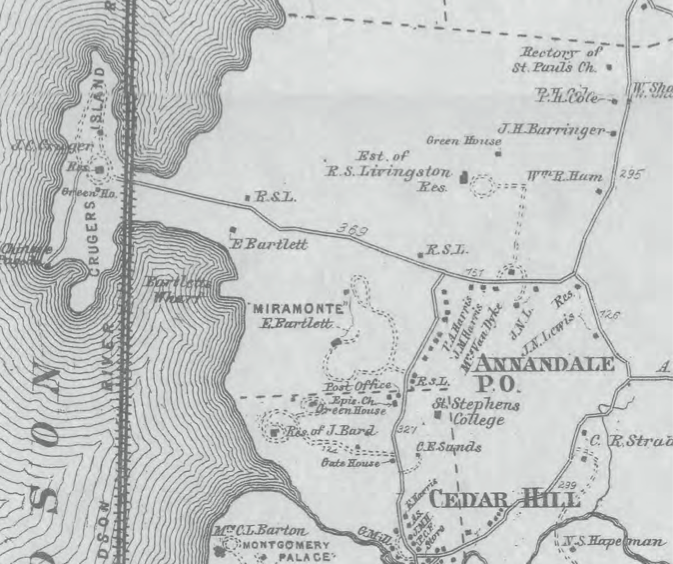
Un mapa de alrededor de 1867 que muestra las diversas propiedades en la ciudad de Red Hook

Durante gran parte del siglo XIX, la tierra que ahora posee Bard se componía principalmente de varias fincas rústicas. Estas propiedades se llamaron Blithewood, Bartlett, Sands, Cruger's Island y Ward Manor-Almont.
En 1853, John Bard y Margaret Bard compraron una parte de la propiedad de Blithewood y la rebautizaron como Annandale. John Bard era nieto de Samuel Bard, un médico, fundador de la facultad de medicina de la Universidad de Columbia y médico de George Washington. John Bard también era sobrino del Rev. John McVickar, profesor de la Universidad de Columbia. La familia tenía fuertes conexiones con la Iglesia Episcopal y Columbia.

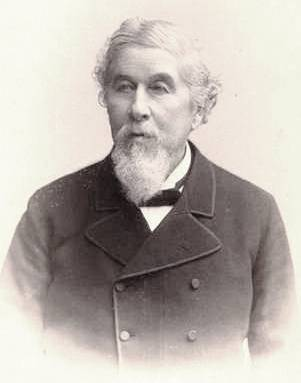
John Bard, fundador de St. Stephen's College

Al año siguiente, en 1854, John y Margaret establecieron una escuela parroquial en su finca para educar a los niños de la zona. Una cabaña con estructura de madera, conocida hoy como Bard Hall, sirvió como escuela los días de semana y como capilla los fines de semana.  En 1857, los Bard ampliaron la parroquia al construir la Capilla de los Santos Inocentes al lado de Bard Hall. Durante este tiempo, John Bard permaneció en estrecho contacto con los líderes de la Iglesia Episcopal de Nueva York. La Iglesia le sugirió que fundara un colegio teológico.
La universidad fue fundada en marzo de 1860.  En 1866, se erigió Ludlow Hall, un edificio administrativo. Preston Hall fue construido en 1873 y utilizado como refectorio. Un conjunto de cuatro dormitorios, conocidos colectivamente como Stone Row, se completó en 1891. Y en 1895, se construyó la Biblioteca Conmemorativa Hoffman de estilo griego.  La escuela cambió oficialmente su nombre a Bard College en 1934 en honor a su fundador.

### Finales del siglo XX y principios del XXI
En febrero de 2009, Bard anunció el primer programa de doble titulación entre una universidad palestina y una institución estadounidense de educación superior. La universidad inició una colaboración con la Universidad Al-Quds en Palestina que involucra estudios universitarios, un programa de maestría en enseñanza y una escuela secundaria modelo. 
Bard tiene una sucursal en Massachussets que ofrece matrícula a colegiales a partir del décimo o undécimo grado.  Al 2013, se encontraba entre los más caros colegios de EE. UU.
En 2020, Bard College, junto con la Universidad de Europa Central, se convirtieron en los miembros fundadores de la Red Universitaria de la Sociedad Abierta, una iniciativa de educación global colaborativa dotada con mil millones de dólares estadounidenses. Como parte de esta nueva iniciativa, la universidad recibió una donación de US$100 millones de Open Society Foundations de George Soros, que fue una de las mayores contribuciones financieras a una institución estadounidense.  A mediados del mismo año, el profesor de Bard Roger Berkowitz indicó que «si las personas publican un artículo, o tuitean el artículo equivocado o algo en lo que creen, van a perder su trabajo. Y eso lleva a que nos autocensuremos».
En junio de 2021, Bard College fue declarada "institución indeseable" en Rusia, convirtiéndose en la primera organización internacional de educación superior en recibir esta designación.
Bard Prison Initiative (BPI) otorga un título en artes liberales a presidiarios (educación en prisión) en cinco prisiones del estado de Nueva York, con una matrícula de casi 200 estudiantes. BPI es uno de los pocos programas de este tipo en el país.  En 2015, un equipo de debate de Bard conformado por tres convictos de crímenes incluyendo homicidio y provenientes una prisión de máxima seguridad, argumentaron que las escuelas públicas del país deberían ser capaces de negar la matrícula a estudiantes indocumentados, y vencieron a sus contrincantes de la universidad de Harvard.  En 2021, Bard ofreció la clase «aboliendo las prisiones y la policía», cuyo fin era educar acerca de «cómo "vender" la abolición a las masas y diseñar campañas de Multi-medios para volver viral la abolición.»
En 2022, el Fondo Nacional de Desarrollo Científico y Tecnológico  de Chile financiaba programas de investigación con investigadores de cooperación internacional de Bard College.

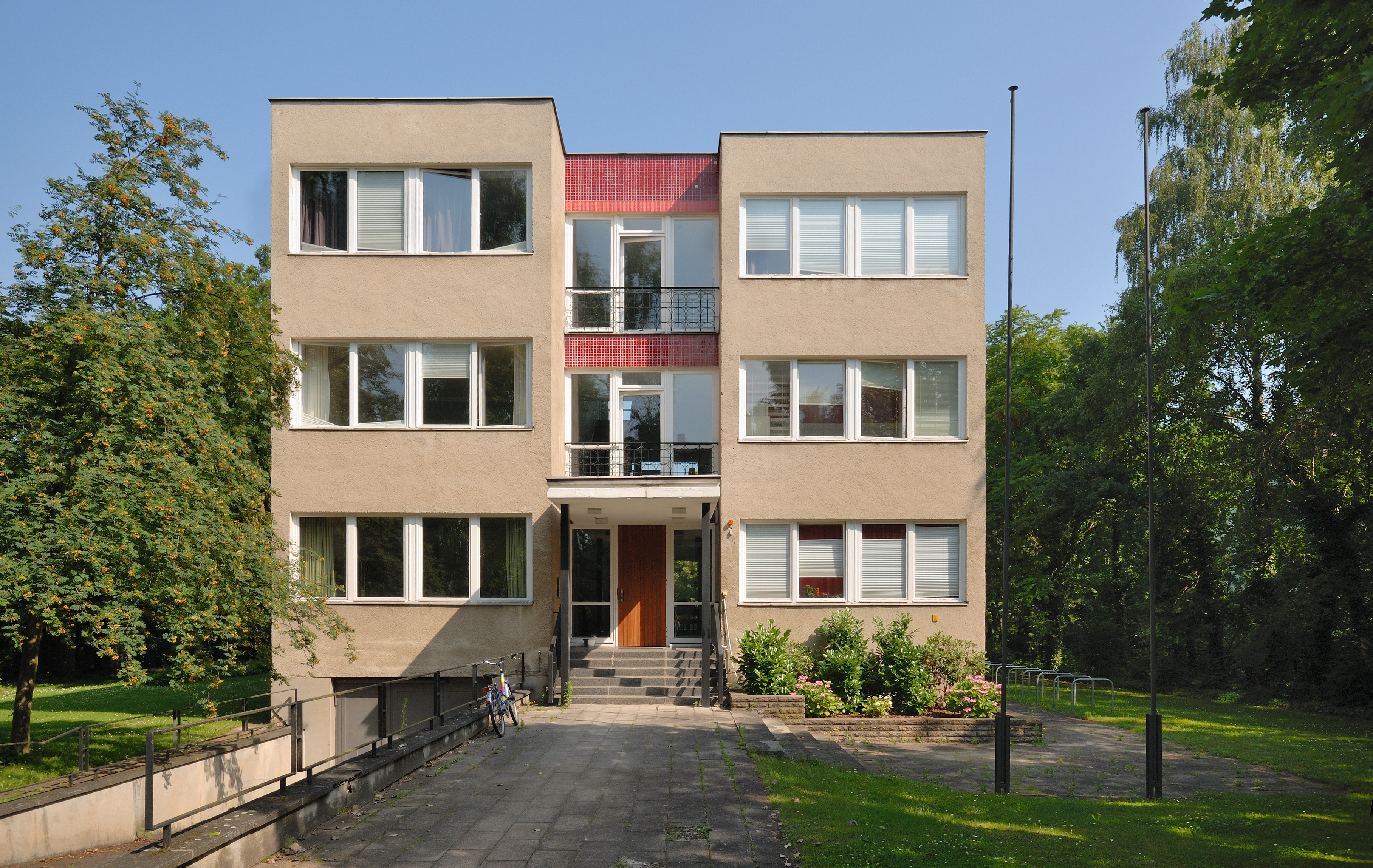
Un edificio en el campus de Bard College Berlin

## Galería

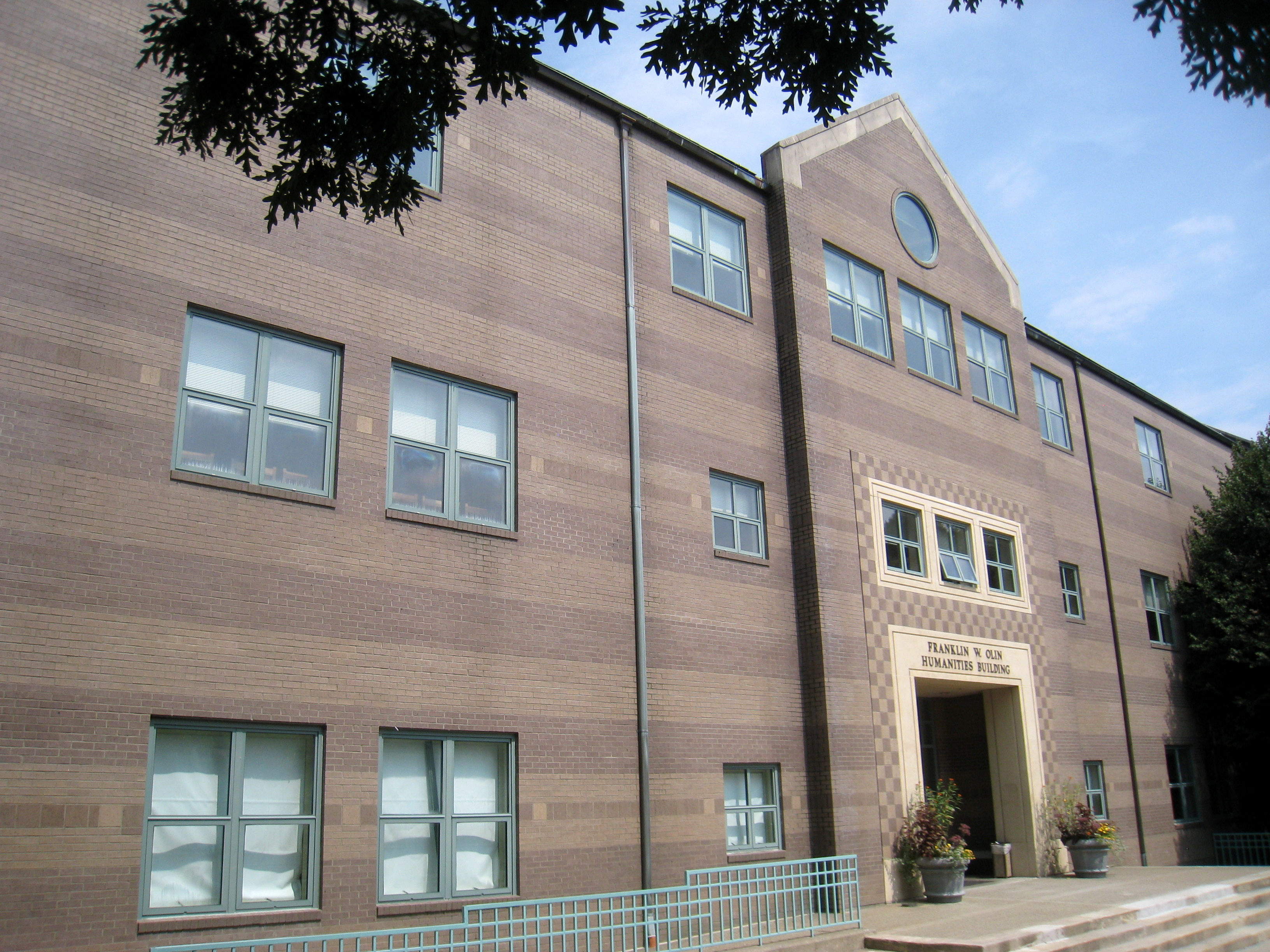
Edificio de Humanidades Franklin W. Olin
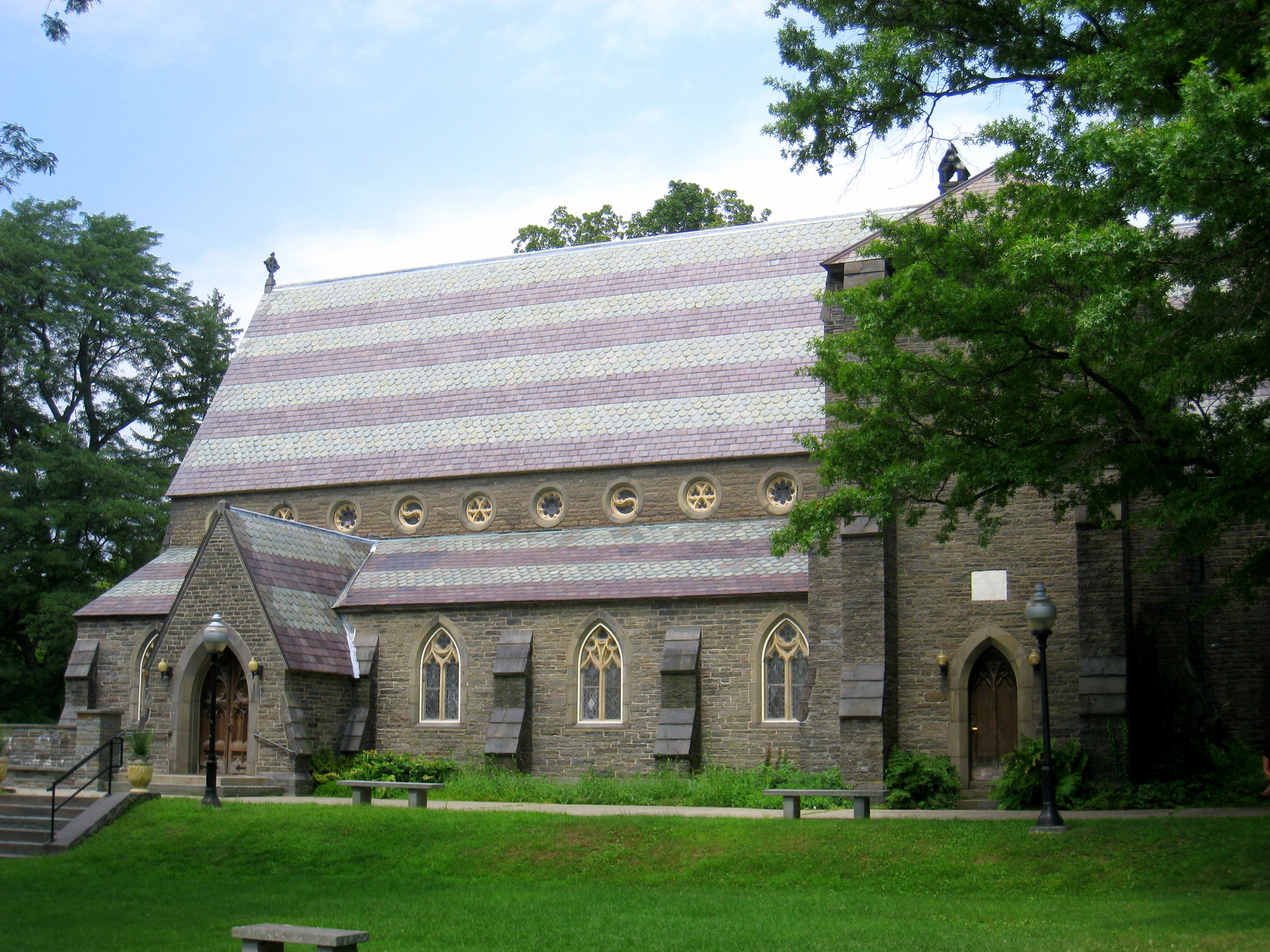
Capilla de los Santos Inocentes
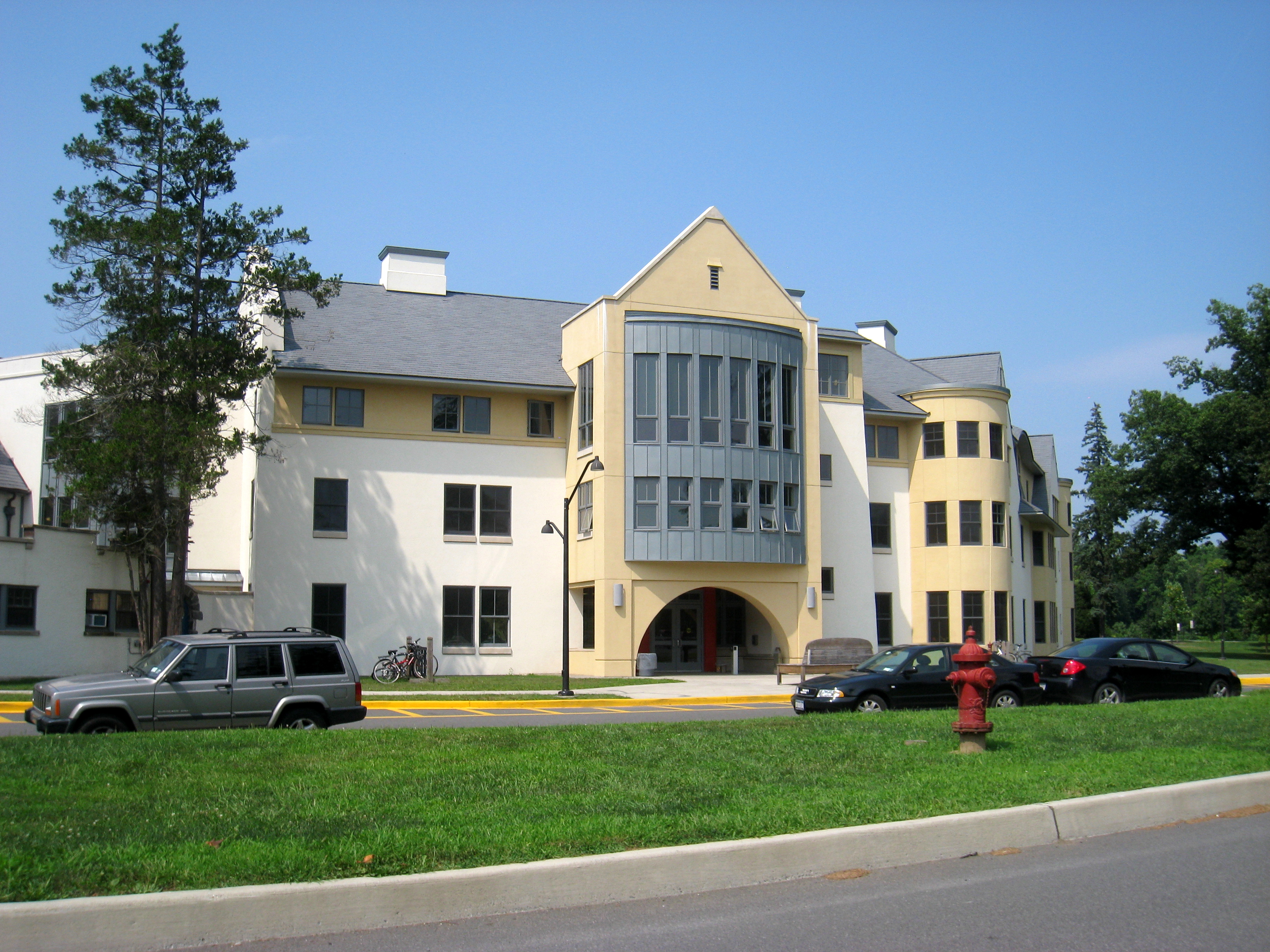
Casa Robbins
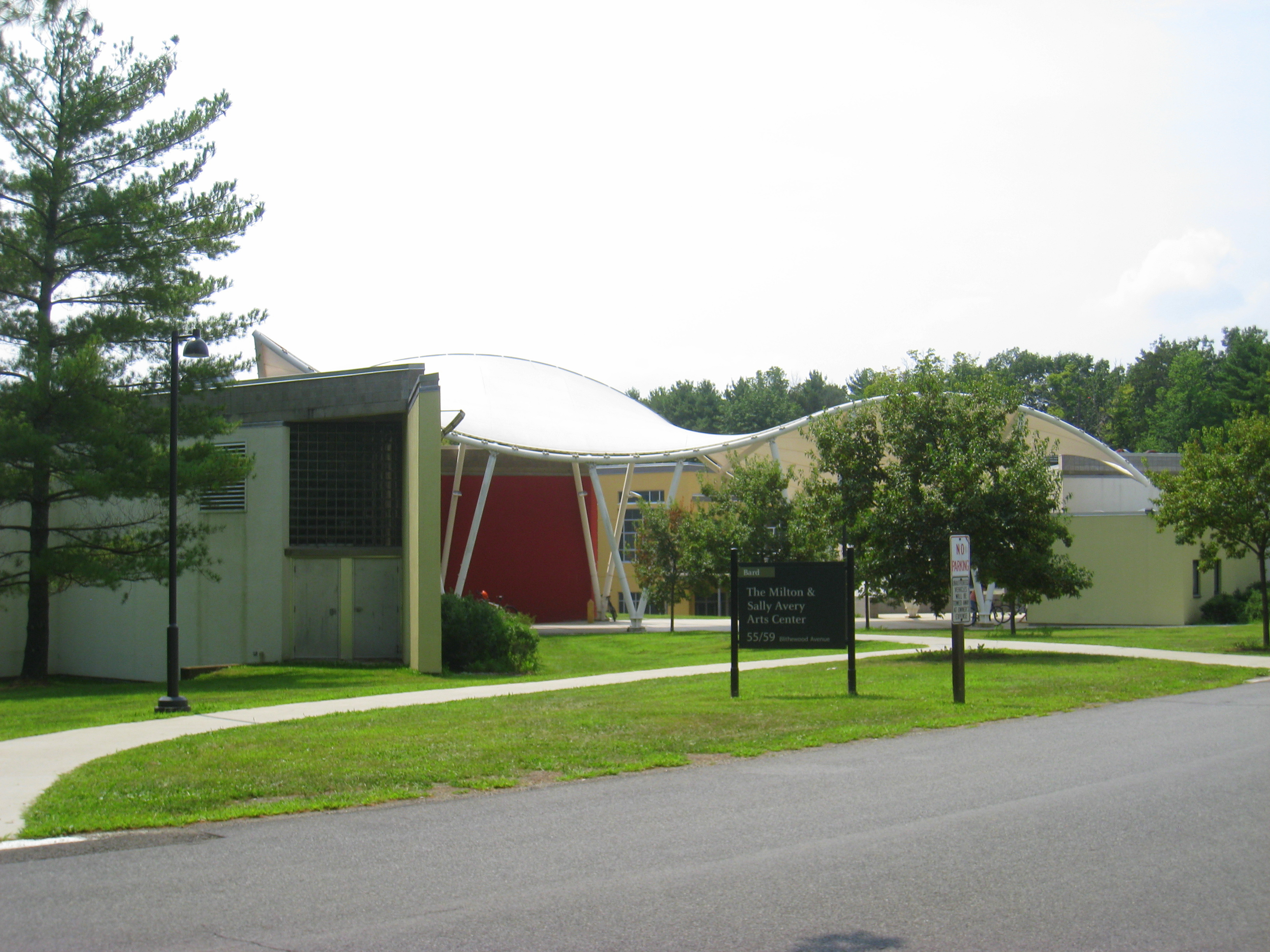
Centro de artes Milton y Sally Avery
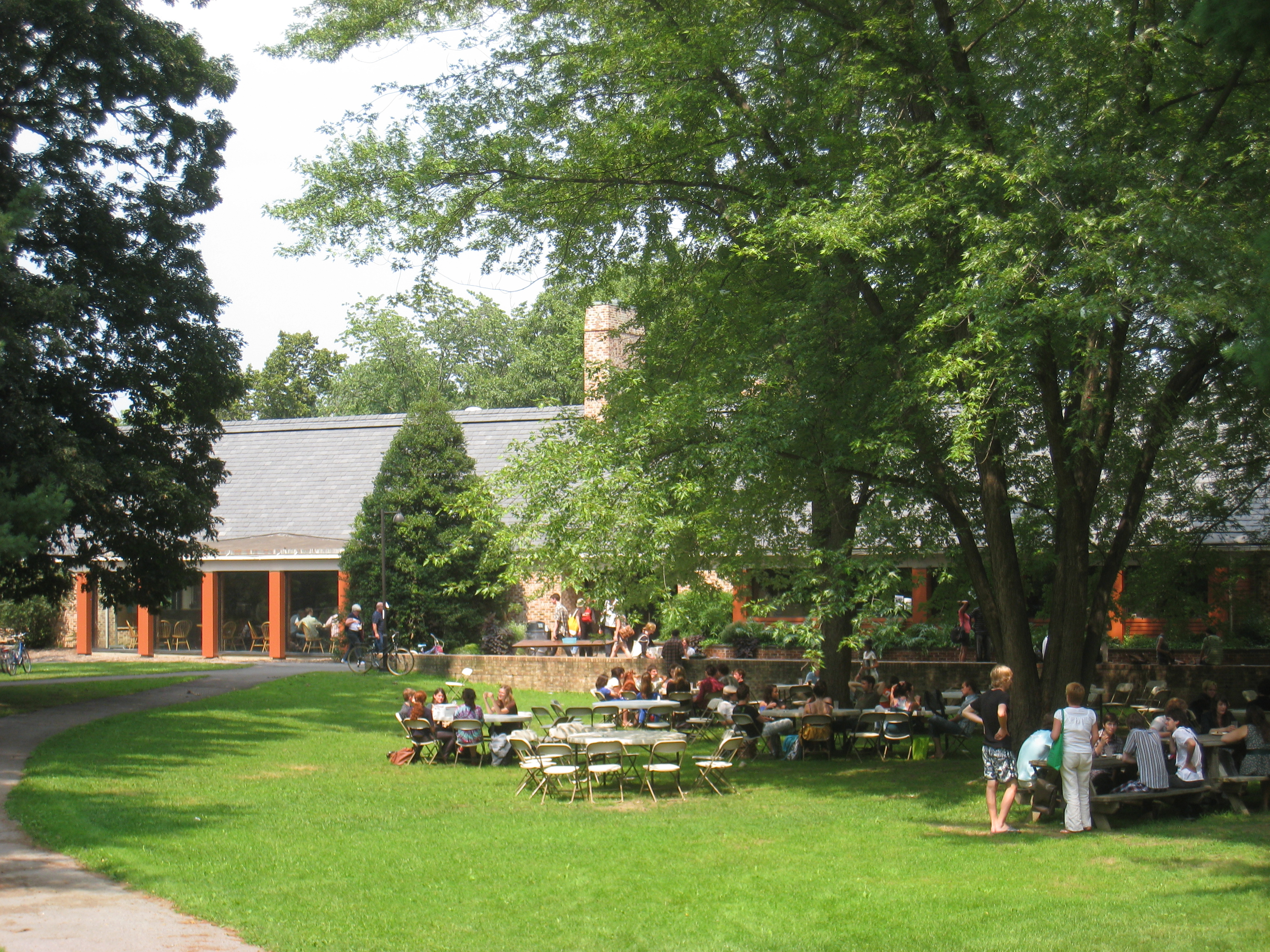
Kline comunes
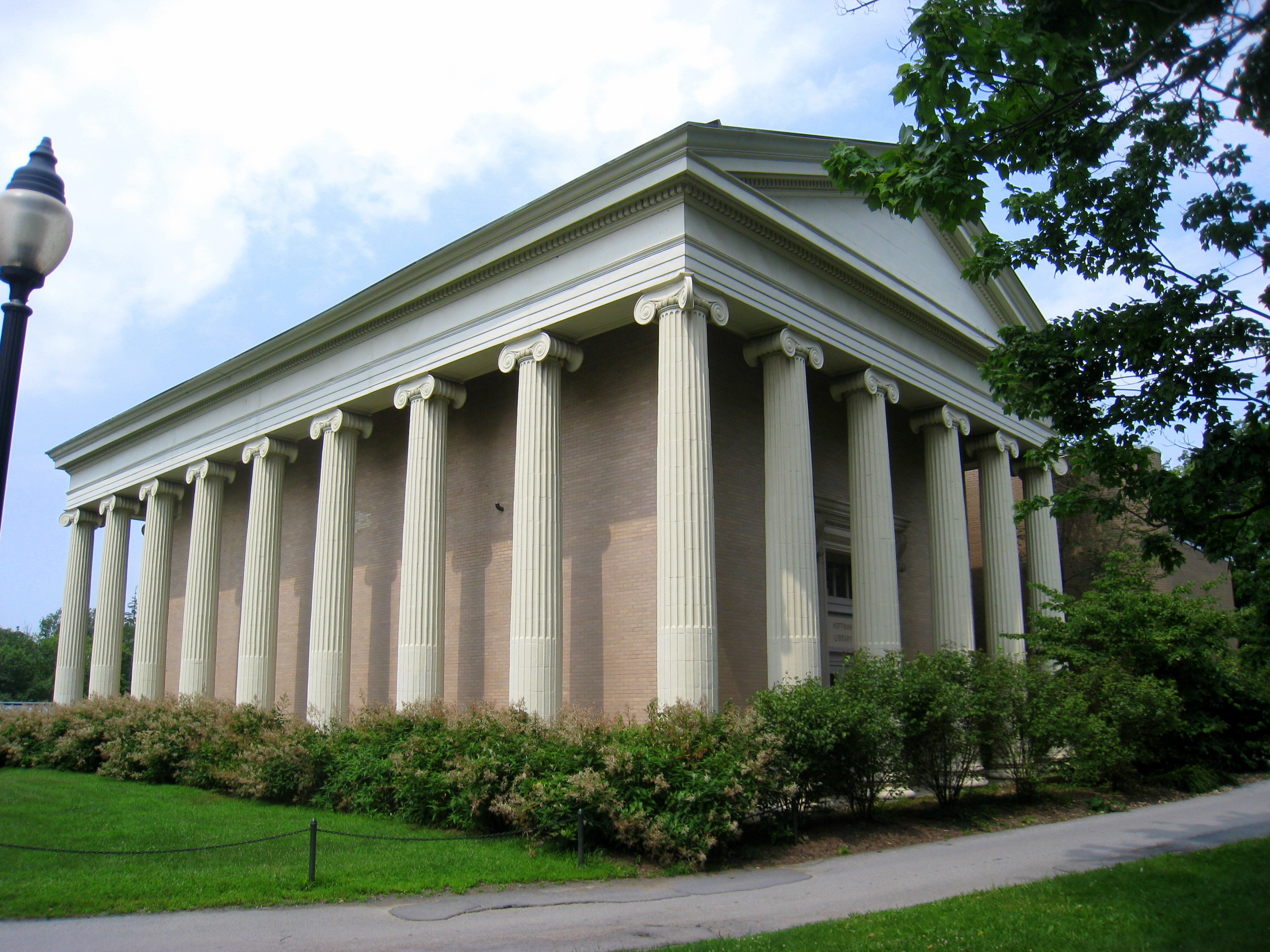
Biblioteca Stevenson
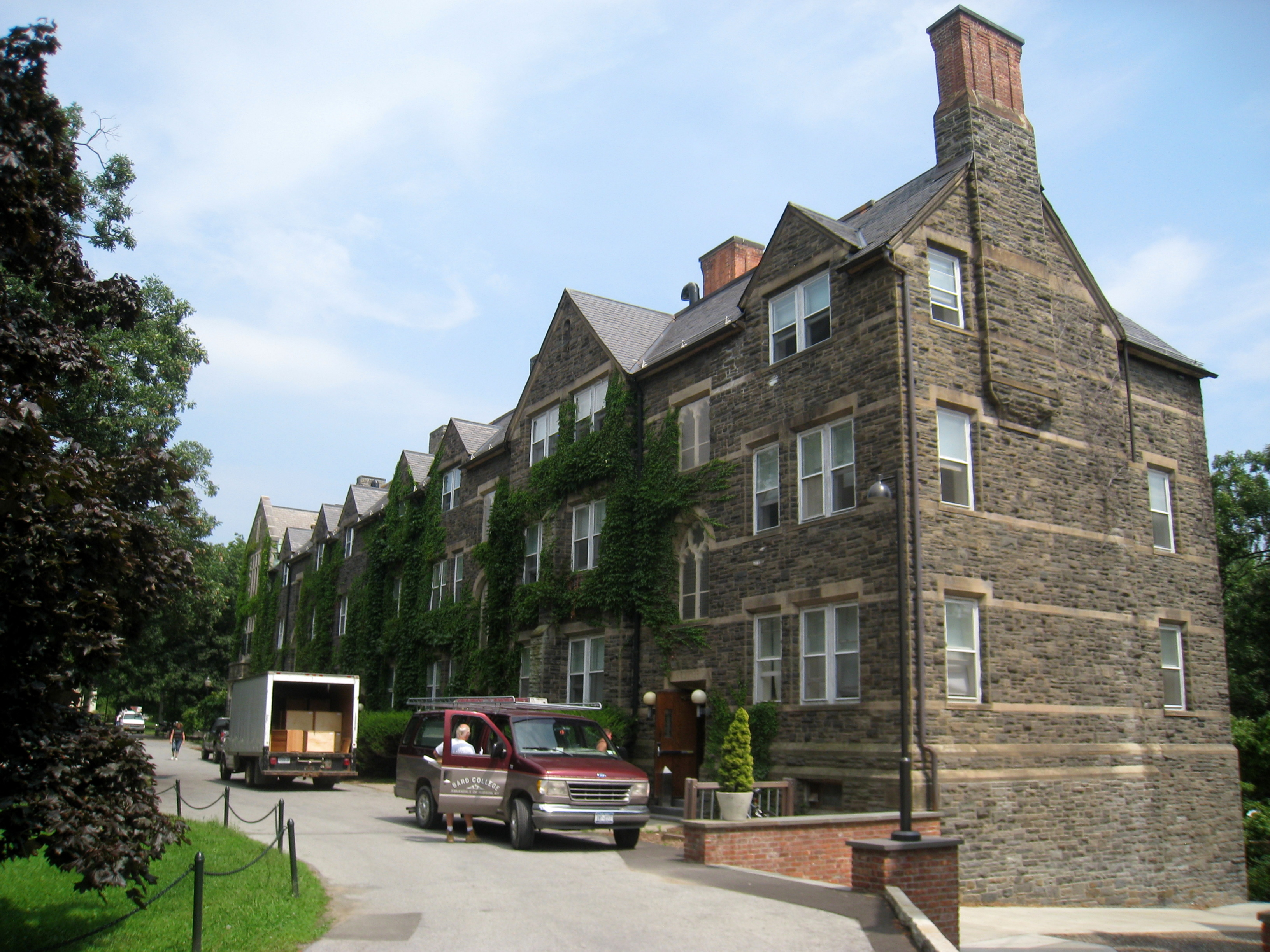
fila de piedra
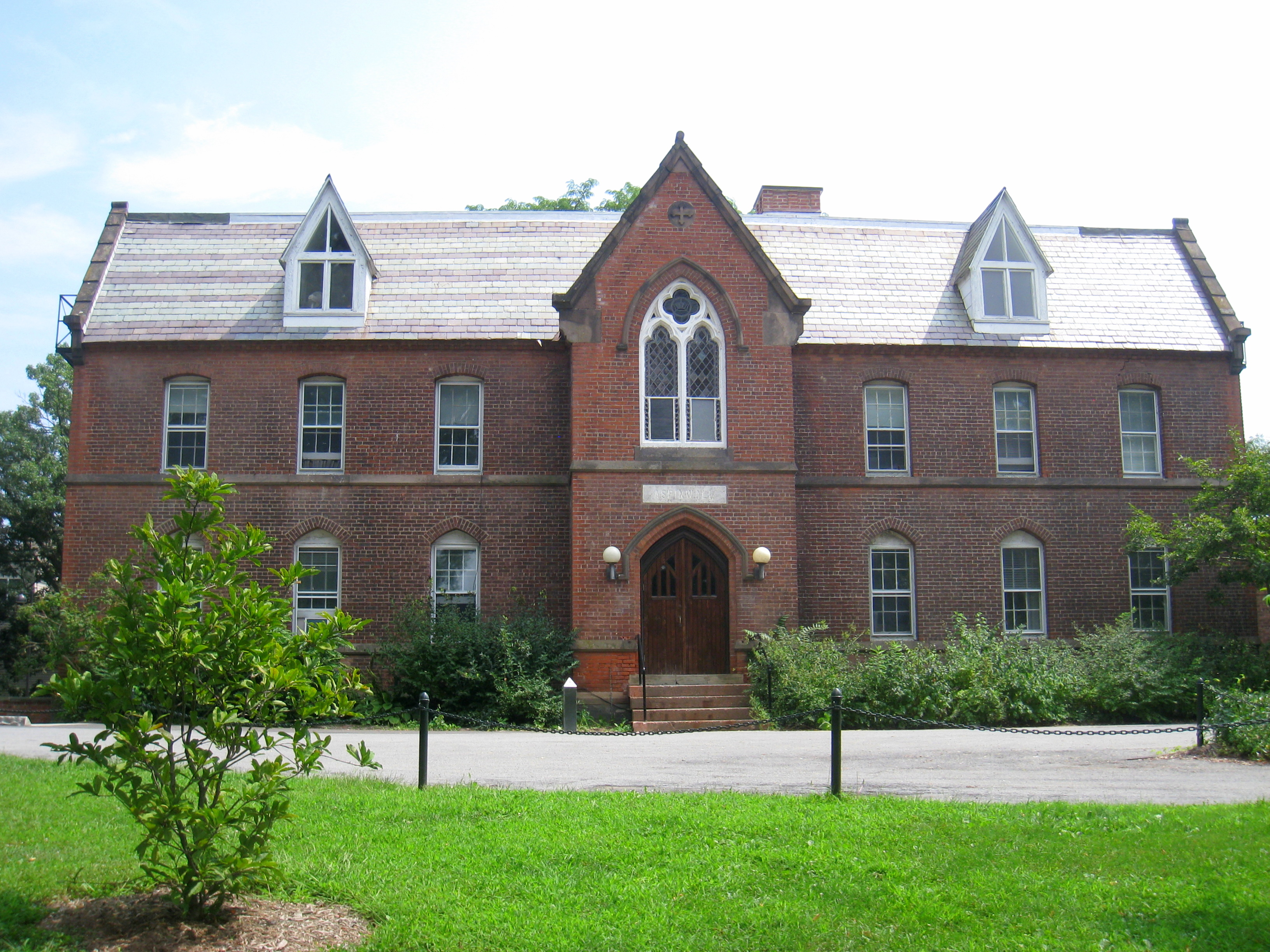
Salón Aspinwall
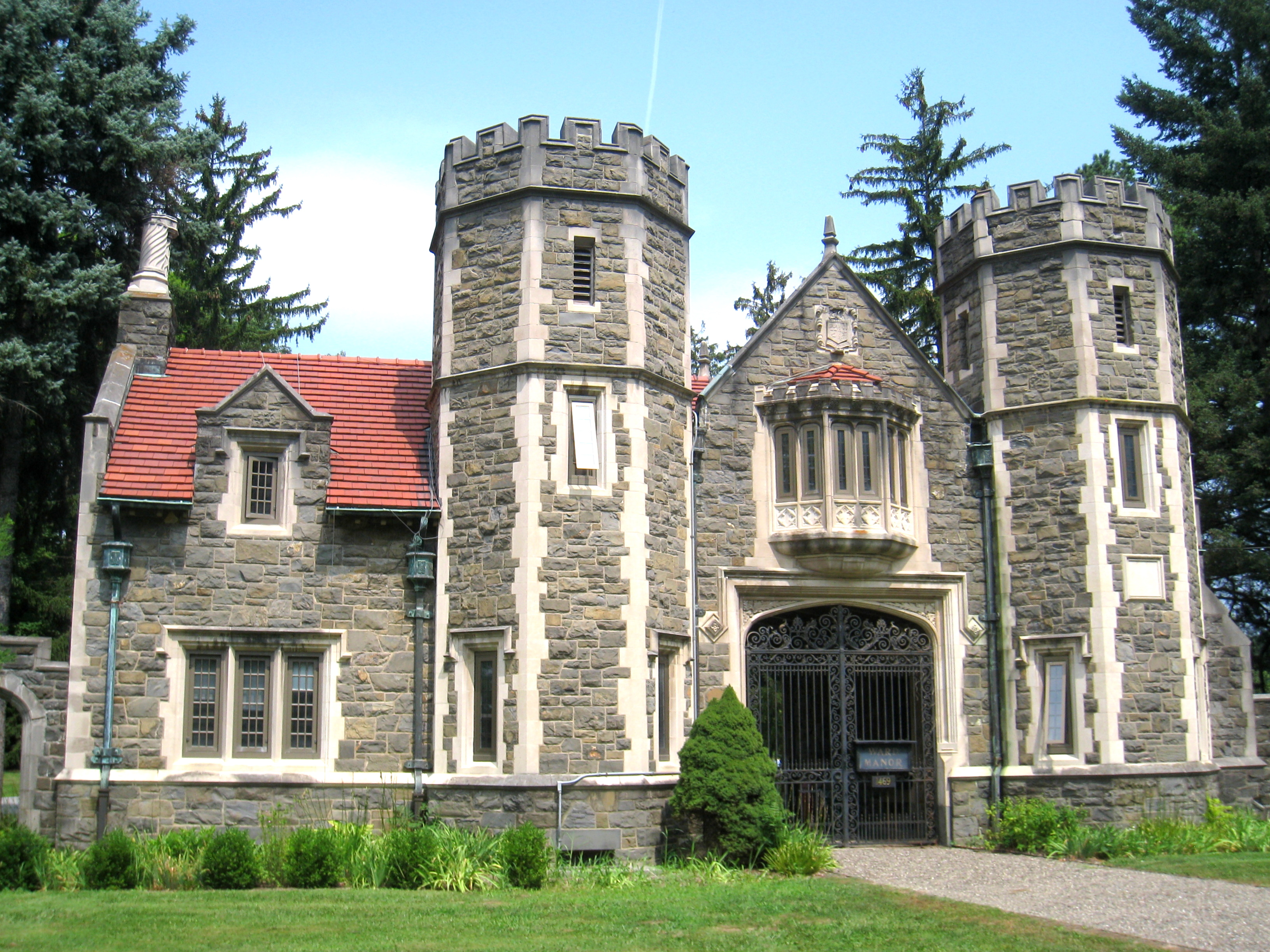
Puerta de la sala
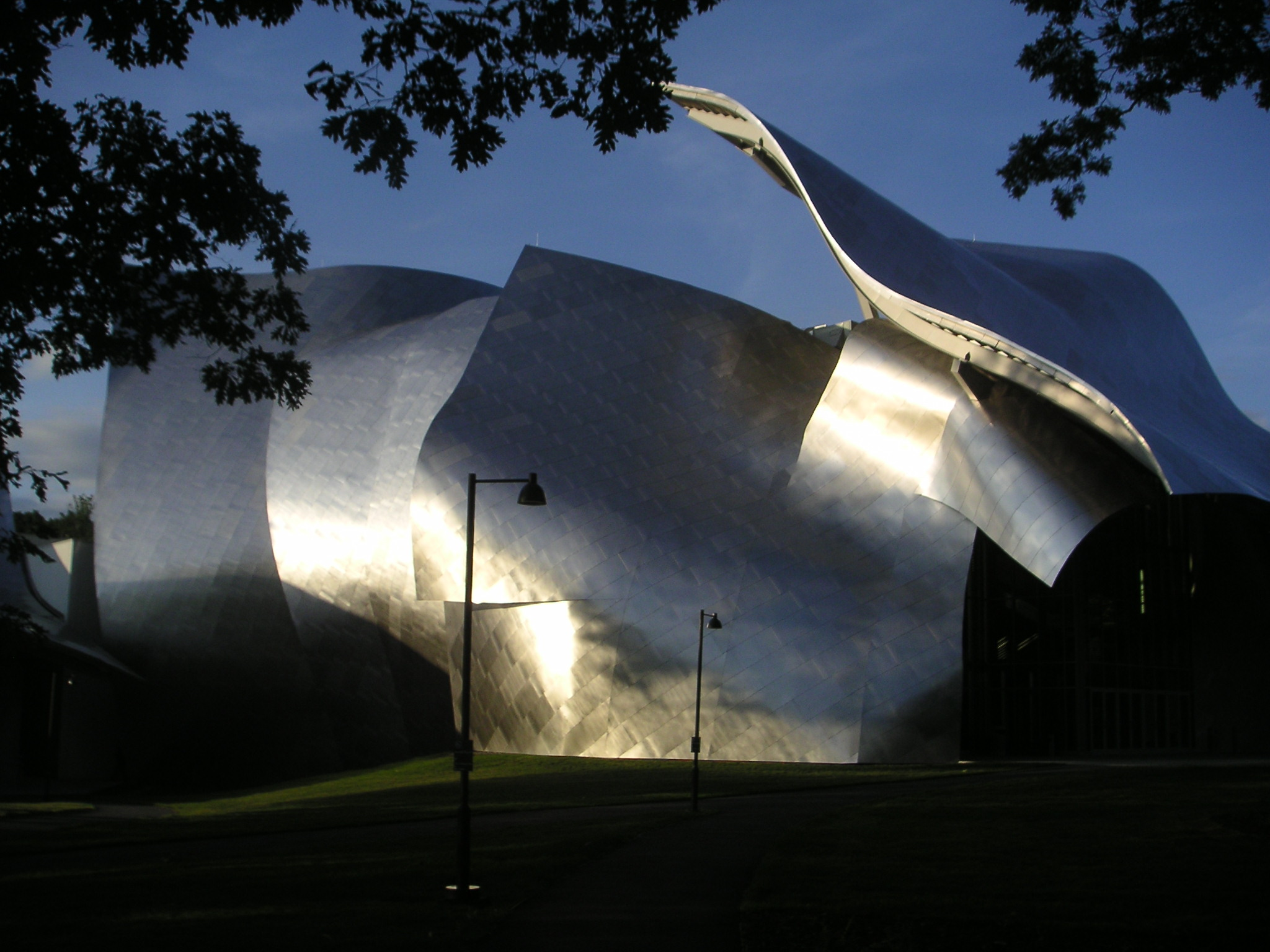
Centro Richard B. Fisher para las artes escénicas
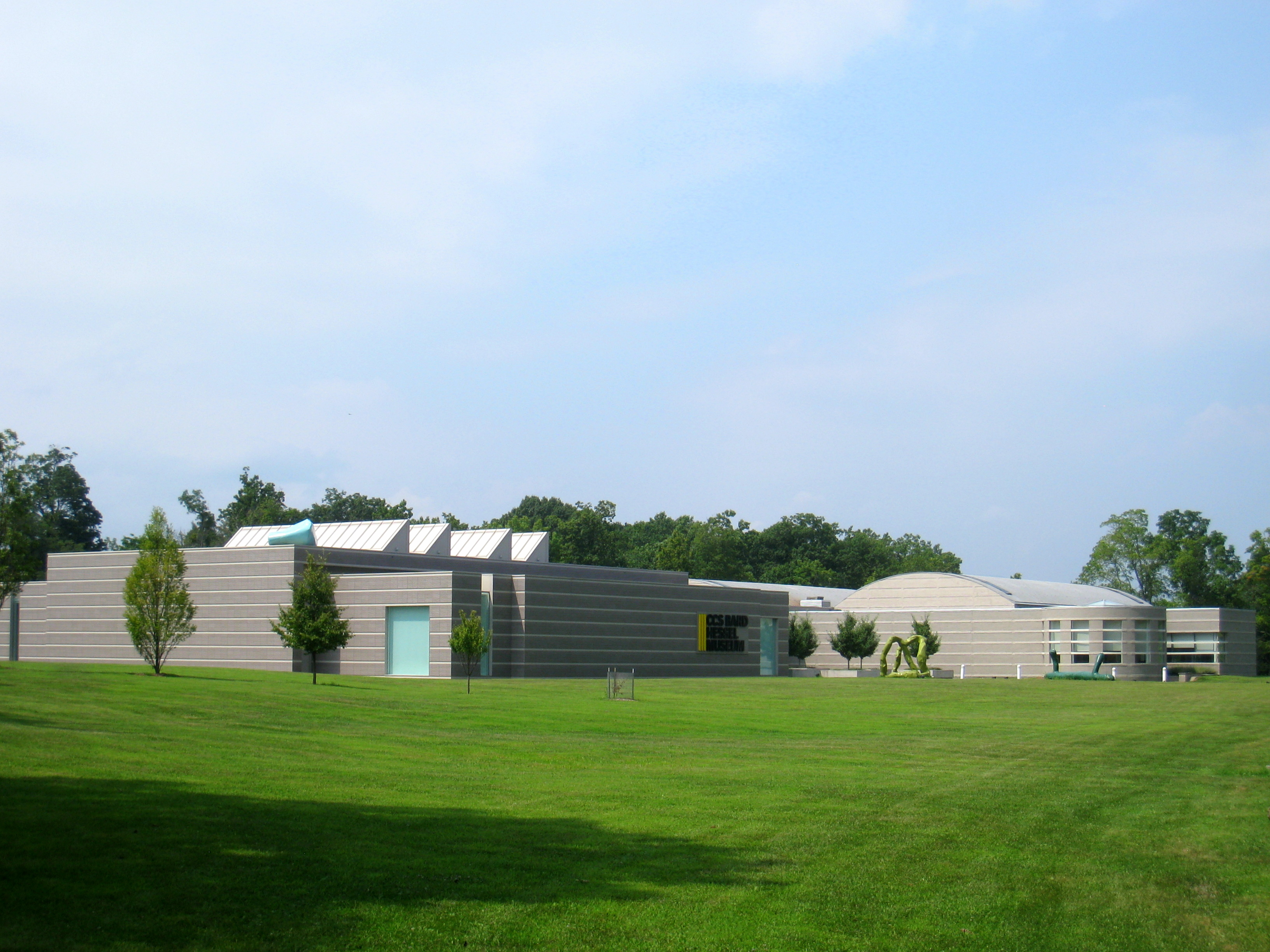
Museo CCS Hessel